# Vereinigte Bern–Worb-Bahnen

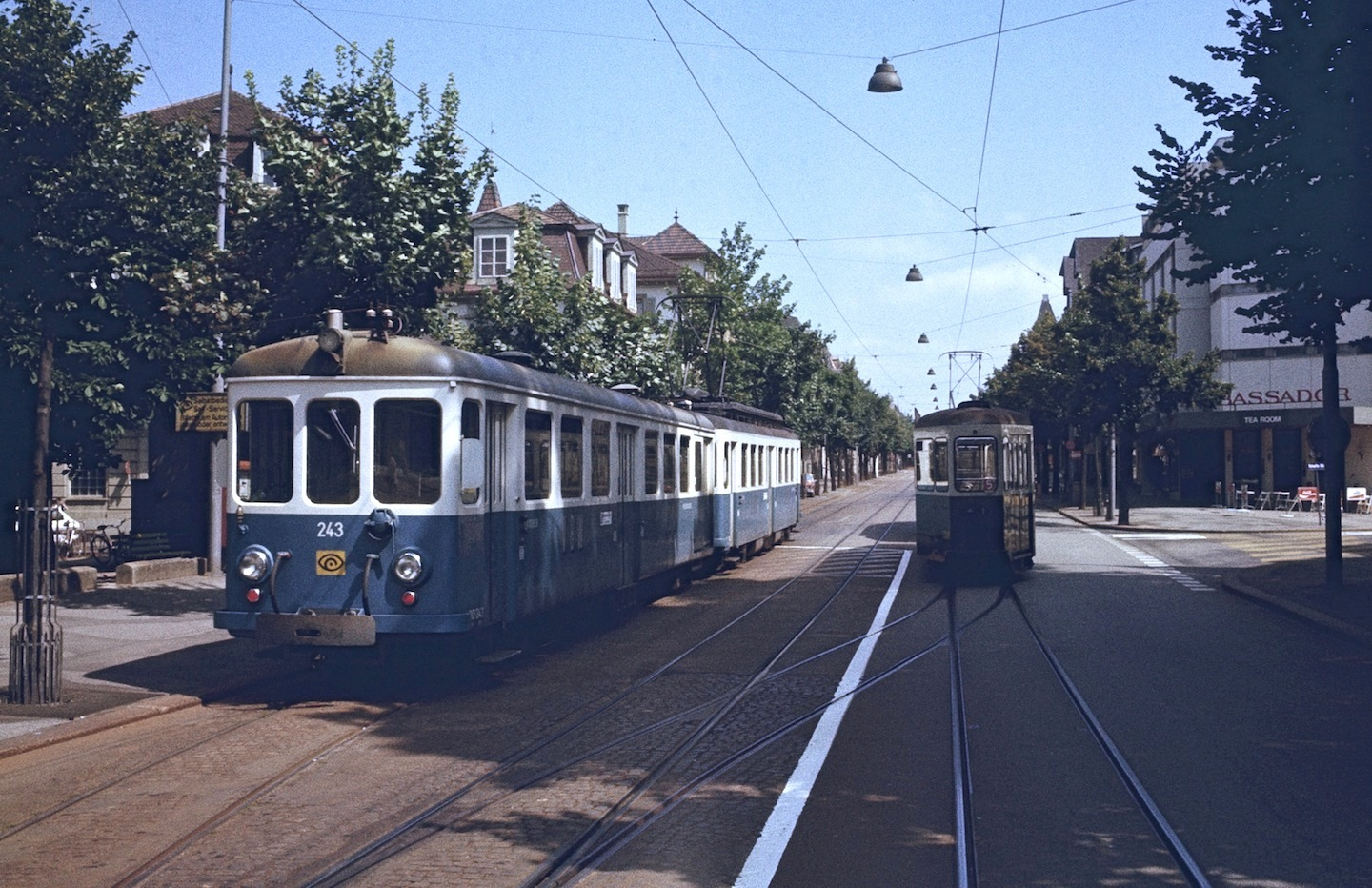
Ein VBW-Zug der Murilinie am Helvetiaplatz, 1979

Die Vereinigten Bern-Worb-Bahnen (Abkürzung VBW) waren eine Bahngesellschaft im Kanton Bern in der Schweiz. Sie entstanden 1927 durch Fusion der Bern-Worb-Bahn (BMGWB, ab 1907 BWB) mit der Worblentalbahn (WT) und gingen 1983 durch Fusion mit der Solothurn-Zollikofen-Bern-Bahn (SZB) in der Regionalbahn Bern–Solothurn (RBS) auf.

## Geschichte

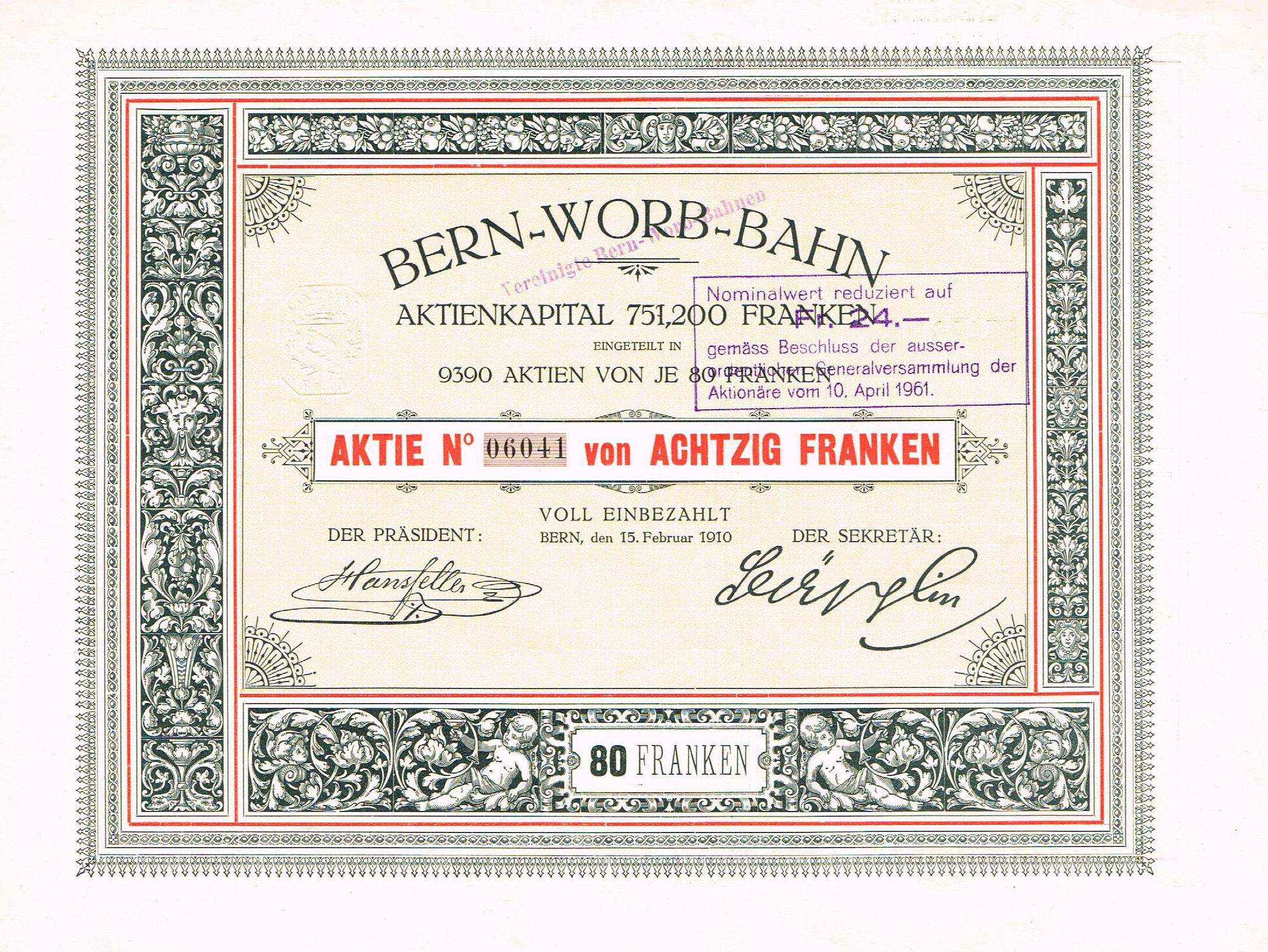
Aktie über 80 Franken der Bern-Worb-Bahn vom 15. Februar 1910; diente zur Finanzierung der Elektrifizierung

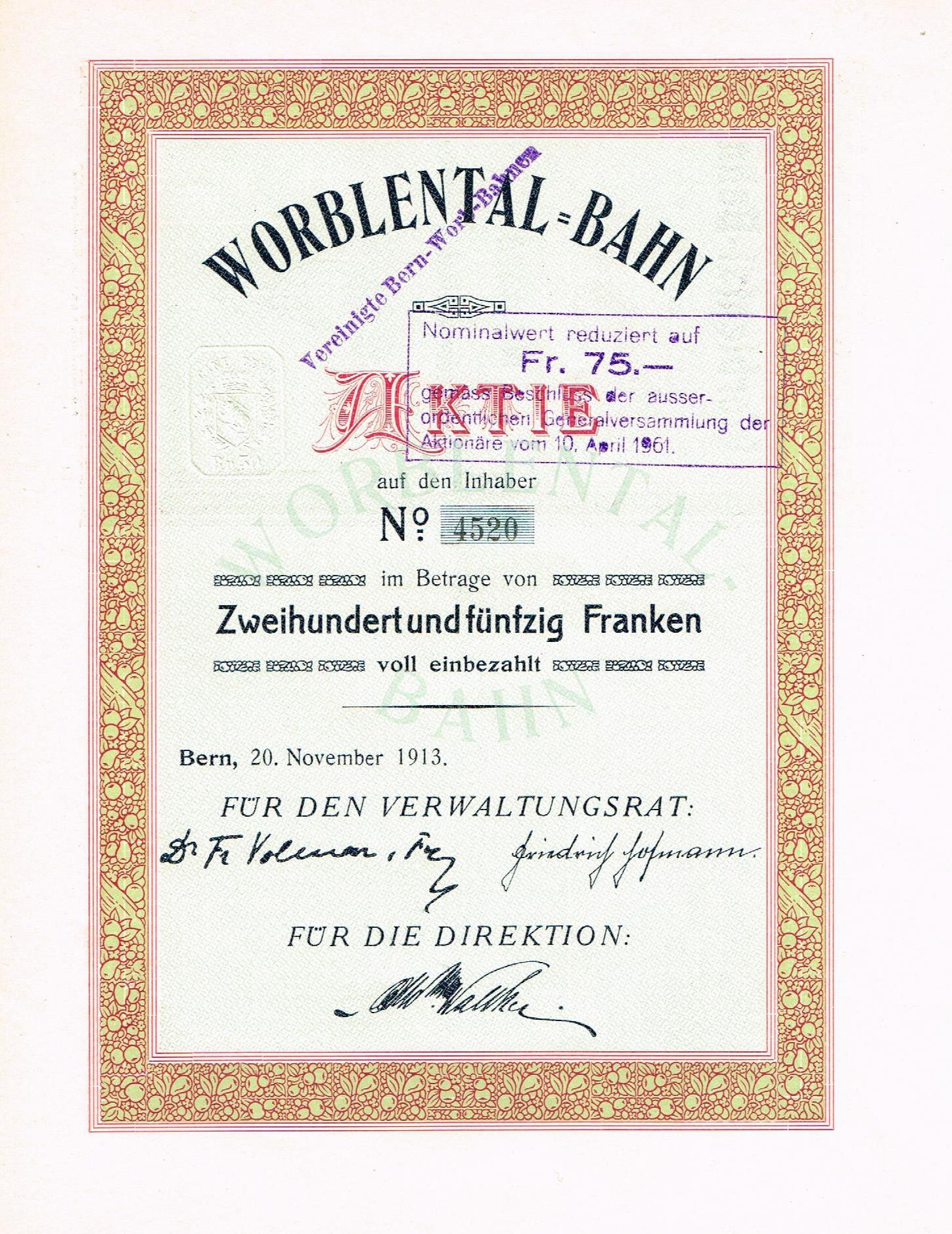
Aktie über 250 Franken der Worblental-Bahn vom 20. November 1913

Vorzugsaktie über 150 Franken der Vereinigten Bern-Worb-Bahnen AG vom 10. April 1961

Die Vereinigten Bern-Worb-Bahnen betrieben die beiden meterspurigen Strecken, die von ihren Vorgängergesellschaften erbaut wurden und beide Worb mit Bern verbinden. Die Gemeinde Worb hatte zwar schon seit dem 1. Juni 1864 mit der Eröffnung der Teilstrecke Gümligen–Langnau der Bahnstrecke Bern–Luzern einen Bahnhof. Der Bahnhof Worb SBB liegt in einer Entfernung von 1,6 Kilometern, doch deutlich ausserhalb des Dorfzentrums.
Die von der Bern-Worb-Bahn erbaute Bahnstrecke Bern–Worb Dorf ist eine typische Überlandstrassenbahn, die weitgehend der Strasse folgte. Sie fährt von Worb Dorf über Gümligen nach Bern Helvetiaplatz und wurde am 21. Oktober 1898 eröffnet. Diese Streckenführung entspricht weitgehend noch der ursprünglichen Streckenführung, auch wenn die ehemalige Linie G heute als Tramlinie Nummer 6 ins Berner Tramnetz integriert ist. Sie führt heute über den Bahnhof Bern ins Fischermätteli. Die gesamte Strecke, auch zwischen Bern Helvetiaplatz und Thunplatz, gehörte der Bern-Worb-Bahn bzw. den Vereinigten Bern-Worb-Bahnen, wobei der Berner Tramway-Gesellschaft bzw. den Städtischen Strassenbahnen Bern die Mitbenützung schon in der Konzession der BMGWB fest zugesichert war. Allerdings bestand seit 1917 bzw. 1926 ein vertragsloser Zustand. Dieser endete erst 1975, als die Strecke zwischen Bern Egghölzli und Bern Kirchenfeld an die Städtischen Verkehrsbetriebe Bern verkauft wurde (Eröffnung der Tramlinie nach Saali). Seit diesem Zeitpunkt gehört nur noch die Strecke Bern Egghölzli–Worb Dorf der VBW. Die Strecke wurde ursprünglich mit Dampftrams befahren. Am 21. Juli 1910 wurde der elektrische Betrieb mit 800 Volt Gleichspannung aufgenommen, wobei im Stadtgebiet nur noch mit 600 Volt gefahren wurde. Diese Spannung wurde per 27. Dezember 1987 der SVB angepasst und die gesamte Strecke der Linie G mit 600 Volt Gleichspannung betrieben.
Die von der Worblentalbahn erbaute Strecke entsprach im Worblental mehr einer elektrischen Schmalspurbahn mit Eigentrassee als einer Überlandstrassenbahn. Erst zwischen Ittigen und Bern Kornhaus folgte sie der Strasse. Sie folgt dem Worblental, führte ursprünglich von Worb Dorf über Ittigen nach Bern Kornhausplatz, die Strecke im Stadtgebiet gehörte aber der Städtischen Strassenbahn Bern. Zwischen Ittigen und Worblaufen bestand von Beginn an eine Verbindungsstrecke, auf der der Personenverkehr aber schon 1923 eingestellt wurde. In Worblaufen besteht Anschluss an die Bern-Zollikofen-Bahn (und über diese zum SBB-Bahnhof Zollikofen). Diese Verbindungsstrecke wurde ab 1967 umfassend umgebaut und von der Strasse getrennt. Die Strecke zwischen Ittigen und Bern Kornhausplatz wurde 1974 eingestellt und die Züge durch das Worblental über Worblaufen in den neuen unterirdischen Bahnhofteil der SZB des Bahnhofs Bern geführt. Auf das Umstellungsdatum wurde auch die Strecke von den ursprünglich 800 Volt dem der SZB mit 1250 Volt Gleichspannung angepasst.
Im Jahr 1974 wurde mit der SZB ein Betriebsvertrag geschlossen. Der SZB-Direktor Josef Fahm war seit 1965 zugleich auch Direktor der VBW. Dieser förderte die Zusammenarbeit der beiden Gesellschaften. So wurde 1971 ein gemeinsames Lohnschema eingeführt, 1972 trat ein entsprechendes Arbeits- und Lohnschema in Kraft. Infolgedessen folgte dem Betriebsvertrag, dass die SZB-Verwaltung auch die Geschäfte der VBW führt. Dass es nicht schon damals zur Fusion kam, lag vor allem am Kanton Solothurn. Mit dem Betriebsvertrag blieb es somit für zehn Jahre bei einer Betriebsgemeinschaft zwischen zwei grundsätzlich unabhängigen Gesellschaften. Die problematischen Punkte, die diesen Widerstand seitens des Kantons Solothurn auslösten, konnten in den nächsten zehn Jahren entschärft werden, wobei hier auch der Bund eine gewichtige Rolle spielte, der bei seinen finanziellen Unterstützungen zunehmend auf einer Fusion bestand. Die Fusion wurde an einer ausserordentlichen Aktionärsversammlung am 29. November 1984 beschlossen, und zwar rückwirkend per 1. Januar 1984. Zugleich wurde auch die Auflösung der Vereinigten Bern-Worb-Bahnen beschlossen.

## Finanzielles
In den ersten Jahren entwickelte sich die Gesellschaft gut, aber ab 1932 machte sich die Wirtschaftskrise doch bemerkbar. Es konnten jedoch die richtigen Massnahmen getroffen werden, und die finanzielle Situation blieb, wenn auch angespannt, trotzdem positiv, und die Jahresrechnung wurde immer mit einem Plus abgeschlossen. Dies änderte sich erst in den 1950er Jahren, als 1958 mit −16'250.27 erstmals ein negativer Jahresabschluss ausgewiesen wurde. 1959 und 1960 zeigten gerade noch schwarze Zahlen. Aber ab 1961 waren nur noch negative Jahresabschlüsse zu melden.
Die Rechnung blieb auch bei der RBS negativ, bis mit dem neuen Eisenbahngesetz die Regeln geändert wurden. Seit 1996 wird keine nachträgliche Defizit-Deckung mehr gewährt, sondern gemäss der Offerte der Bahn die von der öffentlichen Hand bestellten Leistungen vergütet. Die ausgehandelte Abgeltung für die RBS stieg dadurch von knapp 5 auf fast 23 Mio. Schweizer Franken.

## Rollmaterial

### Allgemeines
Die VBW übernahm von ihren Vorgängerbahnen insgesamt 13 Triebfahrzeuge, 21 Personenwagen, 6 Güterwagen, 2 Dienstwagen und 18 Rollschemel.
Die angespannte Finanzlage führte dazu, dass viele Fahrzeuge umgebaut oder dass Gebrauchtfahrzeuge beschafft wurden.

### Fabrikneue Triebfahrzeuge
Als erstes eigenes Triebfahrzeug wurde Ostern 1930 der CFe 4/4 Nummer 41 in Betrieb genommen, es handelt sich dabei um einen Nachbau der WT-CFe 101–103 (VBW-Nummern 36–38). Es war zugleich das erste Fahrzeug mit dem blau-weissen Anstrich.
Die beiden Ce 4/4 41 (Zweitbesetzung der Nummer 41) und 42 (RBS-Nummern 72–73) konnten 1948 in Betrieb genommen werden.
Von den 21 Be 4/8, die ab 1974 in Betrieb kamen, gehörten die Nummern 41–47 und 60–61 der VBW.
Die neun Tramwagen für die Linie G, die Be 4/8 81–89, wurden 1987–88 abgeliefert.